# Serra do Tepequém
Serra do Tepequém är ett berg i Brasilien.   Det ligger i kommunen Amajari och delstaten Roraima, i den norra delen av landet, 2 700 km nordväst om huvudstaden Brasília. Toppen på Serra do Tepequém är 724 meter över havet, eller 129 meter över den omgivande terrängen. Bredden vid basen är 1,8 km.
Terrängen runt Serra do Tepequém är kuperad åt nordost, men åt sydväst är den platt. Trakten runt Serra do Tepequém är nära nog obefolkad, med mindre än två invånare per kvadratkilometer..
I omgivningarna runt Serra do Tepequém växer i huvudsak städsegrön lövskog.